# Recuperante
Il recuperante è colui che, in particolare dopo le grandi guerre mondiali, si recava nei luoghi dove erano imperversati i combattimenti, specie di trincea, e recuperava i residuati bellici per rivenderli come rottami pregiati o come esplosivi. Successivamente l'attività è divenuta prevalentemente di carattere storico e di ricerca.

## Descrizione
Per le popolazioni locali dell'immediato dopoguerra (prima e seconda guerra mondiale), si trattava prevalentemente di un'attività supplementare per integrare gli scarni guadagni mensili, per altri divenne invece il lavoro principale. Si trattava anche di un'attività pericolosa in quanto era frequente incappare in materiale inesploso: quindi i recuperanti iniziarono anche a brillare gli esplosivi in modo artigianale.
Le diverse generazioni di recuperanti che si sono succedute erano animate inizialmente dallo spirito di sussistenza-sopravvivenza (1919-1950), mentre in seguito le motivazioni sono divenute storico-sociali.
A partire dagli anni 1970 e nell'epoca contemporanea, il recuperante è gradualmente divenuto figura che agisce essenzialmente per due ragioni:
- il recupero a scopo commerciale, la cui ricerca nei siti delle guerre è finalizzata al ritrovamento, restauro e vendita dei reperti, presso i mercatini sparsi nel Nord e centro Italia o durante le fiere normalmente denominate "Militaria" o simili.
- il recupero a scopo collezionistico o storico, che impronta la sua ricerca nel ritrovamento, il restauro conservativo e la creazione di una collezione o la cessione dei reperti a musei e collezioni pubbliche.

Durante queste ricerche avviene che vengano ritrovati i resti di militari a cui può essere data una identità e una tumulazione.
In alcuni luoghi, come la regione Veneto, l'attività del recuperante è regolamentata e per svolgerla è necessario ottenere un'autorizzazione, comunemente chiamata patentino.

## Film
- I recuperanti (1969) di Ermanno Olmi